# 水西镇 (赣州市)
水西镇，是中华人民共和国江西省赣州市章贡区下辖的一个乡镇级行政单位。

## 行政区划
水西镇下辖以下地区：
水西社区、木材厂社区、赤珠村、石珠村、石铺村、和乐村、白田村、黄沙村、联三村、罗边村、水西村和凌源村。

## 全国重点文物保护单位
通天岩石窟：全国重点文物保护单位